# Tour du Condroz
Die Tour du Condroz war ein Straßenradrennen in Belgien, das als Eintagesrennen veranstaltet wurde.

## Geschichte
Namensgeber des Rennens war die gleichnamige Hochebene der belgischen Ardennen.
1962 wurde das Rennen als Wettbewerb für Berufsfahrer begründet und fand bis 1978 statt. Veranstaltungsort war Nandrin in der Provinz Lüttich. Das Rennen hatte 17 Ausgaben und fand bis 1978 statt.

## Palmarès
- 1962  Victor Van Schil
- 1963  Martin Van Geneugden
- 1964  Michael Wright
- 1965  Huub Harings
- 1966  Pierre Vreys
- 1967  Eddy Merckx
- 1968  Joseph Huysmans
- 1969  Michael Wright
- 1970  Victor Van Schil
- 1971  Guy Santy
- 1972  Victor Van Schil
- 1973  Freddy Maertens
- 1974  Frans Verbeeck
- 1975  Christian de Buysschere
- 1976  Jos Jacobs
- 1977  Eddy Merckx
- 1978  Joseph Bruyère